# یاسمینه ترینکا
یاسمینه ترینکا (ایتالیایی: Jasmine Trinca؛ زادهٔ ۲۴ آوریل ۱۹۸۱) بازیگر اهل ایتالیا است. از فیلم‌هایی که وی در آن نقش داشته‌است، می‌توان به عسل، اتاق پسر، خوش‌شانس، راهنمای عشق، نمی‌توانی به‌تنهایی خود را نجات دهی، داستان همسرم و بوکاچیوی شگفت‌انگیز اشاره کرد.